# Strand Palace Hotel
Le Strand Palace Hotel est un grand hôtel situé sur le côté nord du Strand, à Londres, en Angleterre, à proximité de Covent Garden, d'Aldwych, de Trafalgar Square et de la Tamise.

## Histoire

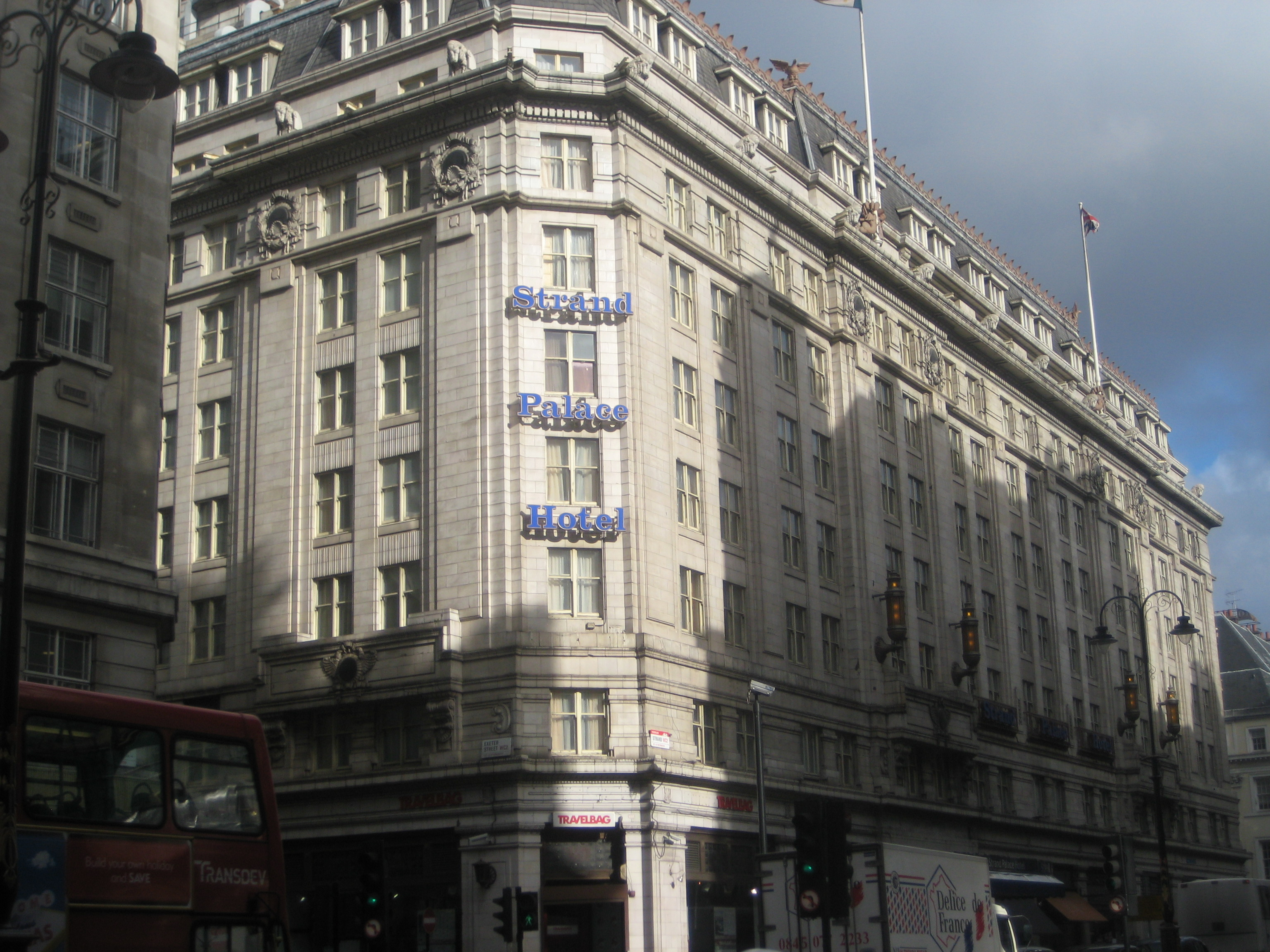
Strand Palace Hotel.

L'hôtel a été construit après la démolition d'Exeter Hall en 1907. Il a ouvert ses portes en 1909  et a été rénové dans le style Art déco au cours des années 1930  mais il a été modernisé.
Strand Hotel Limited a été constituée le 31 octobre 1907, avec quelque 4 000 actionnaires. Créé par les familles Salmon & Gluckstein, il a été créé pour financer la construction de l'hôtel Strand Palace .
Après un vaste réaménagement, l'hôtel est devenu une vitrine art déco et a rouvert ses portes en 1928, avec 980 chambres. La même année, des changements moins importants ont été apportés dans les coulisses. Deux chaudières à vapeur au charbon d'occasion, récupérées des cuirassés de la Première Guerre mondiale, ont été installées dans la chaufferie. L'arrière de la propriété était occupé par le restaurant Winter Garden. Le restaurant Winter Garden avait un grand plafond en forme de dôme et pouvait accueillir plus de 500 invités, qui étaient servis par plus de cent employés. En raison de son grand nombre de chambres, l'hôtel est devenu populaire auprès des forces américaines avant qu'elles ne soient mises en action pendant la Seconde Guerre mondiale. En effet, l'hôtel a en fait été commandé comme résidence officielle de repos et de récupération des États-Unis.
L'après-guerre a vu le Strand Palace Hotel mettre en œuvre un certain nombre d'améliorations. L'introduction de salles de bains privées dans toutes les chambres en 1958 a réduit le nombre total de chambres à l'hôtel à 786. L'augmentation du nombre de salles de bains a nécessité l'installation de chaudières au fioul pour répondre à la demande en eau chaude.
En 1968, le hall d'entrée et les restaurants du rez-de-chaussée, dont le Winter Garden, ont été repensés et le premier système de facturation informatisé à Londres a été installé. Les portes tournantes et les autres parties du foyer conçues par Oliver Bernard ont été supprimées dans cette refonte, mais étaient d'une telle qualité et d'un tel intérêt historique, que les conservateurs du Victoria and Albert Museum les ont demandées pour leur collection en 1969. Les pièces ont été démontées et stockées dans le dépôt Battersea du musée. Les portes ont été exposées en 2003 dans la grande exposition du musée «Art déco: 1910–1939», après reconstruction .
En 1976, Forte Hotels a acheté le bail du Strand Palace Hotel au Lyons Hotel Group. Au cours des dix années suivantes, des rénovations mineures ont eu lieu dans tout l'hôtel. En 1985, une rénovation plus approfondie a été entreprise à tous les étages du nouvel hôtel, ce qui comprenait de nouveaux meubles, de nouvelles salles de bains et une redécoration des chambres.
London and Regional Properties a repris l'hôtel en 2006.